# 三八式15公分榴彈炮
三八式15公分榴彈炮是1905年由德国设计，日本帝国购买作为日本陆军的标准野战重型榴弹炮。当时为明治天皇38 年，故命名为三八式名称。 

## 历史与发展
由于日本海军的优先地位，日本陆军在新的地面武器设计以及建造所需的原材料（钢）方面处于劣后地位。因此，如同美国第一批坦克部队购买自法国雷诺坦克（1917 型）一样，日本陆军参谋本部的规划人员发现有必要购买火炮，并向德国克虏伯采购初代型号，从1911年开始由大阪砲兵工廠许可生产
第一次世界大战后，已经过时，用4 式 15公分榴弹炮取代。然而，它仍然在野战重炮团中继续使用。 

## 设计
三八式15公分榴彈炮采用当时传统设计，在炮盾上配备乘员座椅和坚固的弹匣尾梁。有一个液压弹簧后坐系统、间断螺旋式后膛闭锁和 1/16 英寸厚炮盾。 设计由八匹马牵引，但在实践中重量问题很大。
三八式15公分榴彈炮的改进型能够发射高爆弹、破片弹、燃烧弹、烟雾弹、照明弹和毒气弹。 
也被安装在97 型中战车底盘上，作为4 型自行火炮。 

## 战斗记录
三八式15公分榴彈炮在抗日战争、苏日边境战争和早期太平洋战争的战区中广泛使用。 抗战初期，中国军队极度缺乏重型火炮，因此使用三八式15公分榴彈炮取得了一些成功。1942年退出前线服役。然而，作为4型自行火炮，部署在菲律宾的吕宋岛和其他岛屿上，并在1944年的菲律宾海战中用于对抗美军。其他被保留在日本本土，以应对预计的盟军入侵。  

## 中国使用
1925年沈阳兵工厂仿造150×12榴弹炮：
- 炮身长：1800mm
- 行列全重：1850公斤
- 弹种：榴弹、破甲弹，分一、二、三号装药
- 初速：对应一、二、三号装药分别为275、200、150米/秒
- 最大射程5900米
- 运动方式：六马挽曳